# St. Martin (Lingenfeld)
Die römisch-katholische Pfarrkirche St. Martin der Ortsgemeinde Lingenfeld steht an der örtlichen Kirchstraße im Kreis Germersheim (Rheinland-Pfalz). Sie gehört zur Germersheimer Pfarrei Seliger Paul Josef Nardini und damit zum Dekanat Germersheim im Bistum Speyer. Gelegentlich wird sie in Anlehnung an den lateinischen Namen ihres Schutzpatrons Martin von Tours (lat. Martinus) auch als St. Martinus bezeichnet. Die Kirche steht unter Denkmalschutz. 

## Beschreibung

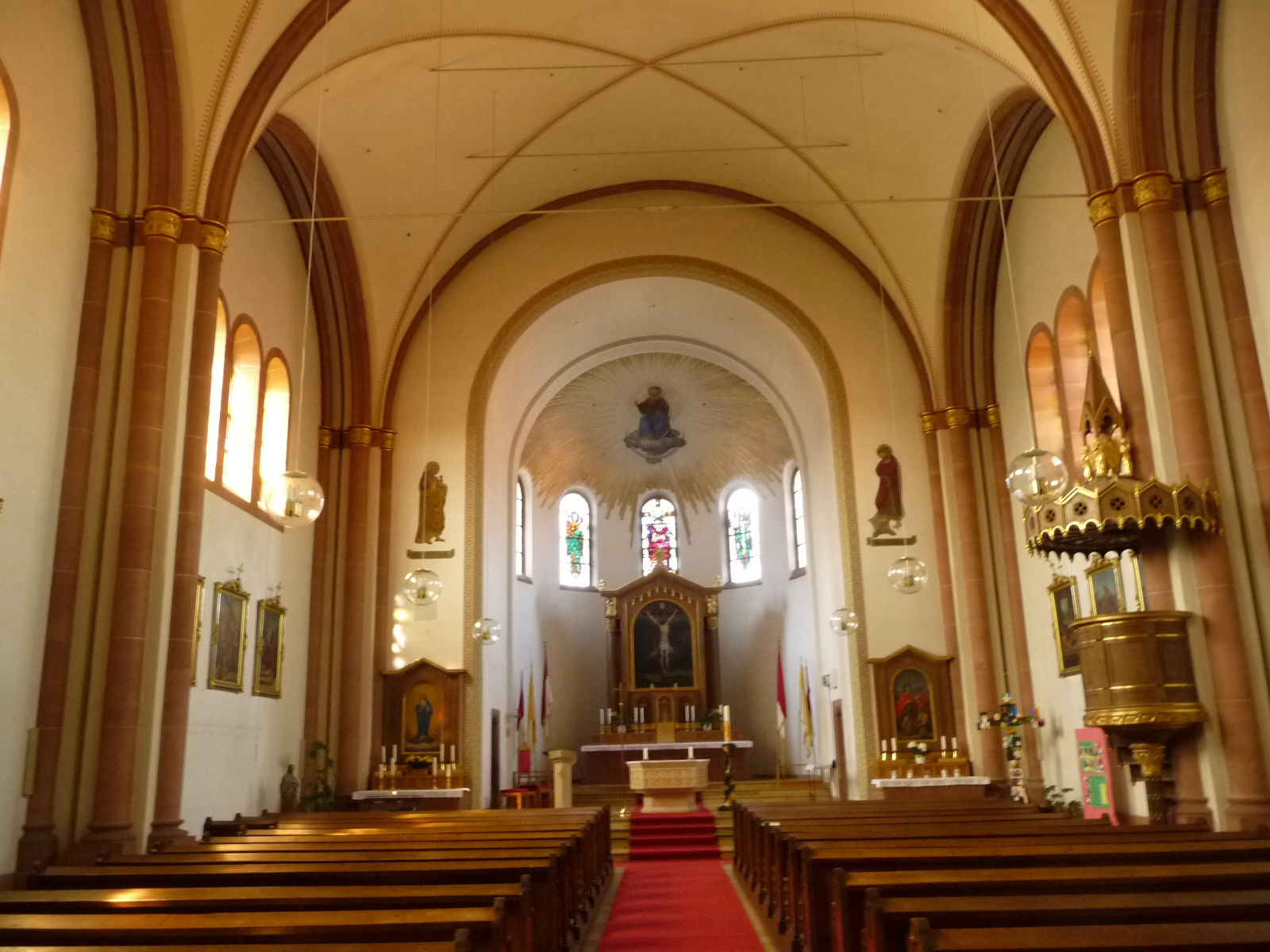
Innenansicht mit Blick zum Altar

Bei dem Kirchengebäude handelt es sich um einen westwärts gerichteten und gewölbten Saalbau im Stil der Neoromanik. Er verfügt über gruppierte Fenster, eine Rundapsis sowie einen verkleideten Kirchturm. 

## Geschichte

### Vorgängerbau
Im Jahr 1754 wurde von der politischen Gemeinde ein Kirchenneubau beschlossen, da die bisherige Kirche kaum ausreichend Platz für die Gläubigen bot und infolge mangelnder Unterhaltung während der Französischen Revolution in einem sehr schlechten Zustand war. Nachdem an Pfingsten des Jahres 1836 schließlich der Klöppel der großen Kirchenglocke auf das morsche Holzdach der Kirche stürzte, wurde sie 1837 abgebrochen. 

### Bau der neuen Kirche
Die Pläne für die neue Kirche wurden auf Bitten des Gemeinderates von August von Voit entworfen. Diese Pläne wurden am 18. Oktober 1836 der Regierung in Speyer vorgelegt, sie wurden am 23. Februar 1837 vom bayerischen Innenministerium genehmigt. Die Bauleitung wurde anschließend ebenfalls von Voit übernommen. Bis Ende 1838 wurde der Rohbau fertiggestellt, die Fertigstellung der Innenausstattung erfolgte bis Mitte Juni 1840. Während der Bauphase wurde die Kirche zweimal vom Bayrischen König Ludwig I. besucht. 
Am 25. Oktober 1840 wurde die Kirche von dem Speyerer Bischof und späterem Kardinal Johannes von Geissel geweiht. Bereits seit dem Mittelalter trugen die Lingenfelder Kirchen das Patrozinium des heiligen Martin, sodass auch diese Kirche unter dessen Schutzherrschaft gestellt wurde.

### Heutige Kirche
In den 1930er Jahren mussten Veränderungen an der Statik des Kirchengebäudes vorgenommen werden, da sich das Gewölbe als zu schwer für die Seitenmauern und Pfeiler herausstellte und diese dem Druck nachzugeben begannen. Durch das Einziehen vierer Anker, dreifaches Binden der Pfeiler mit der Außenwand sowie das Verstärken der Dachbinder konnte es statisch gesichert werden. 
Im Zweiten Weltkrieg blieb die Kirche größtenteils erhalten, lediglich der Kirchturm wurde leicht beschädigt. 
Eine Innenrenovierung erfolgte 1984, 2007 und 2009 erfolgte eine grundlegende Außenrenovierung. Seit April 2007 wird in der Kirche auch ein neues Geläut verwendet.

## Orgel

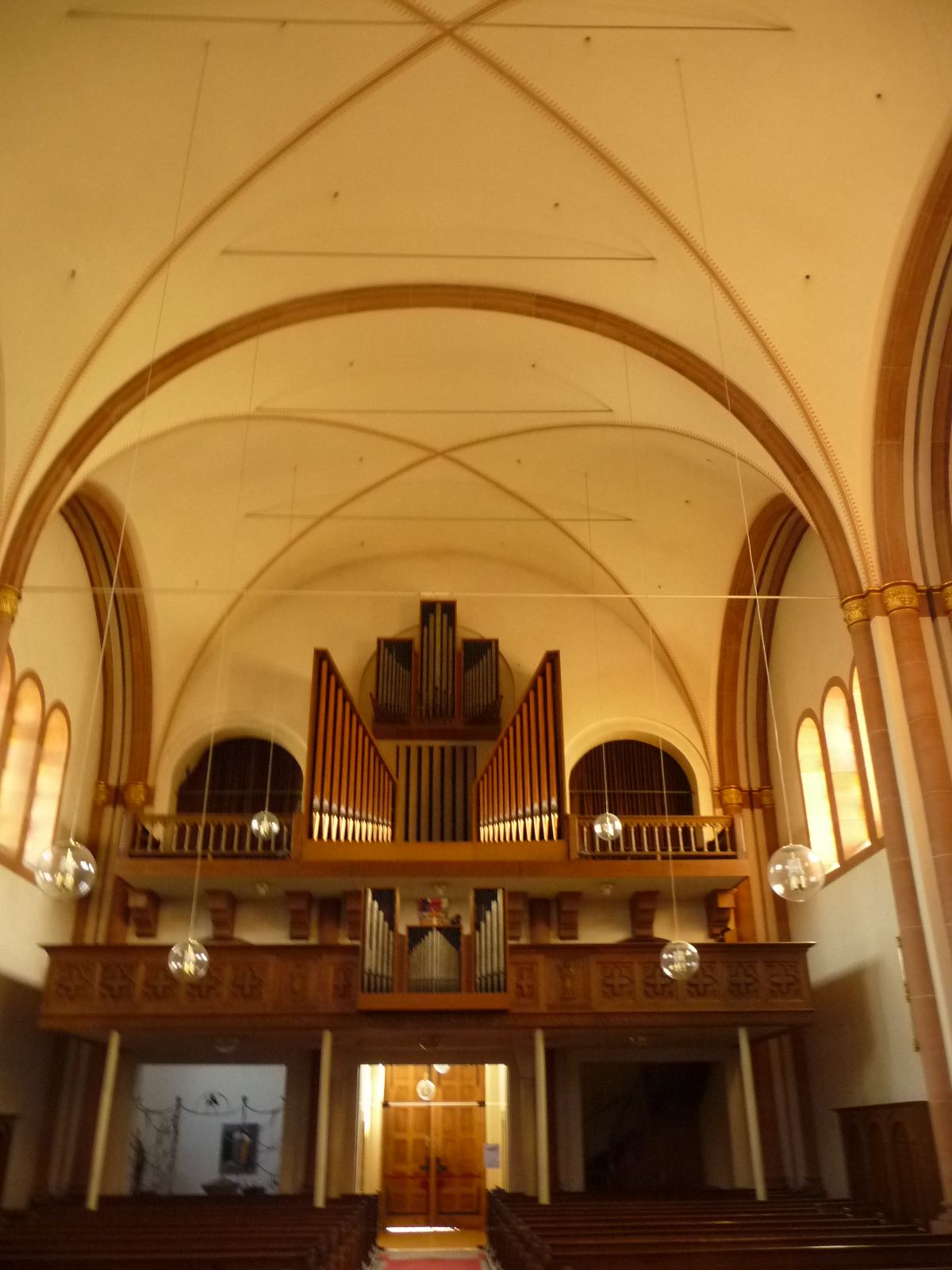
Blick auf die Empore mit der Orgel

Die Orgel für die neue Kirche wurde im Jahr 1841 von H. Voit & Söhne gebaut. Das Gehäuse wurde von August von Voit als Architekt der Kirche entworfen und von Nicolaus Dreher aus Speyer konstruiert. Im Jahr 1907 wurde die Orgel durch Link Orgelbau unter Wiederverwendung des alten Gehäuses ersetzt. Wolfgang Scherpf baute die heutige Orgel im Jahr 1962. Sie hat 30 Register auf drei Manualen und Pedal. Die Disposition lautet: 
| I Hauptwerk C–g3 |       |
| Pommer           | 16′   |
| Prinzipal        | 08′   |
| Flötgedeckt      | 08′   |
| Oktave           | 04′   |
| Rohrflöte        | 04′   |
| Spitzflöte       | 02′   |
| Mixtur IV        | 1 ⁄3′ |
| Trompete         | 08′   |

| II Rückpositiv C–g3 |    |
| Holzgedeckt         | 8′ |
| Nachthorn           | 4′ |
| Prinzipal           | 2′ |
| Oktävlein           | 1′ |
| Cymbel III          |    |
| Krummhorn           | 8′ |
| Tremulant           |    |

| III Schwellwerk C–g3 |       |
| Metallflöte          | 08′   |
| Hartpfeife           | 08′   |
| Prinzipal            | 04′   |
| Waldflöte            | 02′   |
| Sesquialter III      | 2 ⁄3′ |
| Mixtur IV–V          | 02′   |
| Dulzian              | 16′   |
| Rohrschalmei         | 04′   |

| Pedal C–f1    |     |
| Prinzipalbass | 16′ |
| Subbass       | 16′ |
| Oktavbass     | 08′ |
| Flötbass      | 08′ |
| Choralbass    | 04′ |
| Nachthorn     | 02′ |
| Hintersatz V  |     |
| Posaune       | 16′ |

Anmerkungen
1. ↑  horizontal

Die Spieltraktur ist mechanisch, die Registertraktur ist elektrisch. Bei den Windladen handelt es sich um  Schleifladen.
- Koppeln: II/I, III/I, III/II, I/P, II/P, III/P